# 進巧磨
進 巧磨（しん たくま）は、日本の俳優・モデル・タレントである。福岡県北九州私立東筑紫学園高校出身。ワタナベエンターテイメントスクール、ワタナベエンターテイメントカレッジ卒業。オリオンズベルトに所属していた。

## 来歴
小学４年の時より、福岡ソフトバンクホークス（当時、福岡ダイエーホークス）の公認応援団をしており、その影響から中学、高校と吹奏楽部でトランペットとして所属していた。また、高校では音楽科を専攻し、音楽大学を目指していた。
高校時代、友人とワタナベエンターテイメントスクールのオーディションに応募、その結果合格をし、高校2年生の頃から毎週東京に通い始める。ワタナベエンターテイメントスクールでは、モデルタレントコースを専攻していた。
高校卒業と共に上京、ワタナベエンターテイメントカレッジに入学。ワタナベエンターテイメントカレッジでは、TV/映画俳優コース、TV/CMタレントコースを専攻。2年間のレッスンを受け、2015年2月3日に現在の事務所オリオンズベルトへ所属。同月にワタナベエンターテイメントカレッジを卒業。

## 出演作品
- フレンチ・キス 「ロマンス・プライバシー 」PV（2011年 観客役）
- CM 東進「全国一斉高校生テスト」（2013年 高校生役）
- NTV「SHARK」テレビドラマ（2013年 予備校生役）
- CM「サンリオ」（2014年 観客役）
- mixi「モンスターストライク」（2015年 男性役）
- 仰げば尊し（2016年7月 - 9月、TBS）渡 巧磨役 レギュラー出演[1]